# Brasil Open 2019
Brasil Open 2019 byl tenisový turnaj pořádaný jako součást mužského okruhu ATP Tour, který se odehrával v hale Ginásio do Ibirapuera na antukových dvorcích. Probíhal mezi 26. únorem až 4. březnem 2019 v brazilském městě São Paulo jako devatenáctý ročník turnaje.
Turnaj s rozpočtem 618 810 dolarů patřil do kategorie ATP World Tour 250. Nejvýše nasazeným v singlové soutěži se stal čtyřicátý tenista světa João Sousa z Portugalska. Posledním přímým účastníkem v hlavní singlové soutěži se stal 123. hráč žebříčku Bolivijec Hugo Dellien.
Premiérovou singlovou trofej na okruhu ATP Tour vybojoval 28letý Argentinec Guido Pella. Druhý společný titul ze čtyřhry ATP si odvezla argentinská dvojice Federico Delbonis a Máximo González.

## Rozdělení bodů a finančních odměn

### Rozdělení bodů
| Soutěž  | vítězové | finalisté | semifinalisté | čtvrtfinalisté | 16 v kole | 32 v kole | Q  | Q2 | Q1 |
| ------- | -------- | --------- | ------------- | -------------- | --------- | --------- | -- | -- | -- |
| dvouhra | 250      | 150       | 90            | 45             | 20        | 0         | 12 | 6  | 0  |
| čtyřhra | 250      | 150       | 90            | 45             | 0         | —         | —  | —  | —  |

### Finanční odměny
| Soutěž                              | vítězové | finalisté | semifinalisté | čtvrtfinalisté | 16 v kole | 32 v kole | Q2     | Q1     |
| ----------------------------------- | -------- | --------- | ------------- | -------------- | --------- | --------- | ------ | ------ |
| dvouhra                             | $94 830  | $51 280   | $28 320       | $16 090        | $9 250    | $5 545    | $2 685 | $1 340 |
| čtyřhra                             | $31 100  | $15 940   | $8 640        | $4 940         | $2 900    | —         | —      | —      |
| částka ve čtyřhře je uvedena na pár |          |           |               |                |           |           |        |        |

## Mužská dvouhra

### Nasazení
| Stát                          | Hráč                 | ATP | Nasazení |
| ----------------------------- | -------------------- | --- | -------- |
| Portugalsko                   | João Sousa           | 40. | 1.       |
| Tunisko                       | Malek Džazírí        | 44. | 2.       |
| Argentina                     | Guido Pella          | 46. | 3.       |
| Argentina                     | Leonardo Mayer       | 55. | 4.       |
| Uruguay                       | Pablo Cuevas         | 63. | 5.       |
| Španělsko                     | Jaume Munar          | 66. | 6.       |
| Argentina                     | Juan Ignacio Londero | 69. | 7.       |
| Japonsko                      | Taró Daniel          | 73. | 8.       |
| Žebříček ATP k 18. únoru 2019 |                      |     |          |

### Jiné formy účasti
Následující hráči obdrželi divokou kartu do hlavní soutěže:
- Pablo Cuevas
- Thiago Monteiro
- Thiago Seyboth Wild[7]

Následující hráči postoupili z kvalifikace:
- Facundo Bagnis
- Alessandro Giannessi
- Pedro Martínez
- Pedro Sakamoto

## Mužská čtyřhra

### Nasazení
| Stát                                                                                   | Hráč           | Stát               | Hráč             | ATP  | Nasazení |
| -------------------------------------------------------------------------------------- | -------------- | ------------------ | ---------------- | ---- | -------- |
| Uruguay                                                                                | Pablo Cuevas   | Argentina          | Horacio Zeballos | 69.  | 1.       |
| Argentina                                                                              | Leonardo Mayer | Portugalsko        | João Sousa       | 84.  | 2.       |
| Česko                                                                                  | Roman Jebavý   | Argentina          | Andrés Molteni   | 98.  | 3.       |
| Spojené království                                                                     | Luke Bambridge | Spojené království | Jonny O'Mara     | 103. | 4.       |
| Žebříček ATP k 18. únoru 2019; číslo je součtem žebříčkového postavení obou členů páru |                |                    |                  |      |          |

### Jiné formy účasti
Následující páry obdržely divokou kartu do hlavní soutěže:
- Thomaz Bellucci /  Rogério Dutra da Silva
- Igor Marcondes /  Rafael Matos

Následující pár nastoupil z pozice náhradníka:
- Pedro Bernardi /  Thiago Monteiro
- Fabrício Neis /  Renzo Olivo

## Přehled finále

### Mužská dvouhra
- Cristian Garín vs. by  Guido Pella 5–7, 3–6

### Mužská čtyřhra
- Federico Delbonis /  Máximo González vs.  Luke Bambridge /  Jonny O'Mara, 6–4, 6–3